# Dunkelflaute
Dunkelflaute (sommetider kaldt mørk stilstand eller nulvejr) er et vejrfænomen i form af en periode, hvor solen ikke skinner, og vinden ikke blæser. Begrebet bruges især indenfor energipolitik og diskussioner om energiforsyning, fordi der ingen eller meget lille energiproduktion er fra solceller og vindmøller under sådanne vejrforhold. For lande som Danmark, hvor energiforsyningen, specielt elproduktionen, i høj grad grad bygger på vedvarende energi i form af vind- og solenergi, er dunkelflaute dermed en særlig udfordring, som energisystemet særskilt skal tage højde for. Det kan ske ved højere vægt på energilagring, reservekapacitet på traditionelle varmekraftværker, evt. kombineret med CO₂-fangst og lagring, ved mere international integration af elmarkederne og udviklingen af et mere fleksibelt elforbrug. 

## Etymologi
Ordet dunkelflaute kommer fra tysk, hvor dunkel betyder "mørk", og Flaute er en vindstille periode. Direkte oversat betyder udtrykket altså "mørk vindstilhed". Det tyske låneord anvendes i energibranchen og har fået stigende opmærksomhed  i takt med, at den grønne omstilling af Danmarks energisystem skrider frem.

## Forekomst
Kombinationen af lidet solskin og ingen blæst ses typisk om vinteren, delvis på grund af det kortere dagslys og derfor tilsvarende færre solskinstimer. Samtidig er efterspørgslen efter elektricitet sæsonbetonet og relativt høj i vintermånederne. Der er dog ikke nogen veletableret grænse for, hvornår energiforsyningen kan siges at være reduceret så meget i forhold til en normalsituation, at der er tale om en dunkelflaute-periode.

## Modforholdsregler i energisystemet
Variabiliteten i elproduktionen som følge af svingninger i vejret vil i første omgang medføre, at markedsprisen på elektricitet svinger. Den vil altså stige, og kan stige kraftigt, i en situation med dunkelflaute. For store og hyppige udsving i elprisen opfattes typisk som et problem for forsyningssikkerheden. Det regnes derfor for et væsentligt element i et energisystem, der i høj grad bygger på sol- og vindenergi, at der også skal indtænkes en reservekapacitet, der kan træde til under særlige forhold, når sol- og vindenergien ikke er i stand til at dække energibehovet. Der er en række forskellige energiteknologier, der potentielt kan udfylde en sådan rolle, men de er ikke alle færdigudviklede. Forskellige former for energilagring er blandt mulighederne. Herunder hører også power-to-X, dvs. grønne brændsler, som er blevet produceret ved hjælp af elektricitet fra sol og vind på tidspunkter, hvor der er rigeligt heraf, og senere kan bruges i perioder med dunkelflaute. En anden form for reservekapacitet er varmekraftværker, som står klar til at producere i de normalt meget få timer om året, hvor den primære forsyning ikke er tilstrækkelig. CO₂-fangst og lagring (CCS) kan i kombination med traditionelle former for varmekraftværker sikre en netto-nuludledning af drivhusgasser på disse tidspunkter. Et mere integreret internationalt elmarked, så der kan importeres mere el fra lande, der ikke er ramt af det samme vejrfænomen, er også en mulighed, der kan mindske problemstillingen. Også el produceret på varmekraftværker ved hjælp af biomasse kan afhjælpe problemet. Det samme vil et mere fleksibelt elforbrug.